# 野崎俊郎
野崎 俊郎（のざき としろう、1950年9月26日 - ）は日本のアニメーション美術監督。

## 経歴
東映系の背景スタジオから日本アニメーションに移籍。

## 代表作

### テレビ
| 期間           | 期間           | 番組名                    | 制作（放送局）                | 役職     |
| -------------- | -------------- | ------------------------- | ----------------------------- | -------- |
| 1978年1月1日   | 1978年12月31日 | ペリーヌ物語              | フジテレビ 日本アニメーション | 背景     |
| 1979年1月7日   | 1979年12月30日 | 赤毛のアン                | フジテレビ 日本アニメーション | 美術補佐 |
| 1980年8月19日  | 1980年8月19日  | 闇の帝王 吸血鬼ドラキュラ | テレビ朝日 東映アニメーション | 背景     |
| 1996年8月5日   | 1997年6月27日  | はりもぐハーリー          | NHK NHKエンタープライズ21     | 背景     |
| 2003年11月24日 | 2004年6月9日   | クロノクルセイド          | フジテレビ 福音弾 ゴンゾ      | 美術監督 |

### 映画
| 公開年 | 公開年   | 作品名                                     | 制作（配給）                            | 役職     |
| ------ | -------- | ------------------------------------------ | --------------------------------------- | -------- |
| 1972年 | 12月17日 | パンダコパンダ                             | 東京ムービー （東宝）                   | 背景     |
| 1976年 | 3月20日  | UFOロボ グレンダイザー対グレートマジンガー | 東映アニメーション （東映）             | 背景     |
| 1984年 | 3月11日  | 風の谷のナウシカ                           | 徳間書店 博報堂 トップクラフト （東映） | 背景     |
| 1986年 | 8月2日   | 天空の城ラピュタ                           | 徳間書店 スタジオジブリ （東映）        | 美術監督 |
| 1988年 | 4月16日  | となりのトトロ                             | 徳間書店 スタジオジブリ （東宝）        | 背景     |

## 画集
- アニメージュ編集部『The art of RAPUTA』徳間書店〈ジブリTHE ARTシリーズ (7)〉、1986年11月1日。ISBN 4-19-816610-2。